# Arthur Tudor
Arthur Tudor (Winchester, 20 september 1486 — Ludlow Castle, 2 april 1502) was prins van Wales, graaf van Chester en hertog van Cornwall en was de oudste zoon en, bij leven, erfgenaam van koning Hendrik VII van Engeland.

## Biografie

### Kindertijd
Na de Slag bij Bosworth werd Hendrik Tudor de nieuwe koning van Engeland en om zijn claim te versterken liet hij zijn stamboom door genealogen terugvoeren tot de mythische koning Arthur. Zijn moeder Elizabeth van York, de vrouw van Hendrik, werd speciaal voor de bevalling van haar eerste kind naar Winchester overgebracht, wat werd gezien als het hedendaagse Camelot. Op 20 september 1486 beviel ze aldaar van Arthur. Hij werd direct bij geboorte de hertog van Cornwall en vier dagen na zijn geboorte werd hij gedoopt in de Kathedraal van Winchester door John Alcock, de bisschop van Worcester.
In een poging om de Anglo-Spaanse banden tussen Engeland en het Katholieke Koningspaar te versterken had koning Hendrik VII het idee om zijn zoon uit te huwelijken aan een dochter van de Spaanse monarchen. Op 26 maart 1489 werd het Verdrag van Medina del Campo tussen de partijen gesloten. In dit verdrag werd vastgelegd dat Arthur met Catharina van Aragon, toen nog drie jaar oud, zou huwen. Later dat jaar werd Arthur Tudor benoemd tot ridder in de Orde van het Bad en daarna volgde ook zijn benoeming tot prins van Wales en graaf van Chester. Hij werd geschoold door John Rede, Bernard André en Thomas Linacre.

### Huwelijk en dood
In 1499 werd er tussen het toekomstige echtpaar al een huwelijk met de handschoen gesloten. Tot aan hun huwelijk in 1501 wisselde Arthur met Catharina verschillende brieven uit die geschreven waren in het Latijn. Op 4 november 1501 ontmoetten ze elkaar uiteindelijk en het huwelijk werd vervolgens tien dagen later voltrokken in de Oude St Paul's Cathedral. De ceremonie werd geleid door Henry Deane, de aartsbisschop van Canterbury, en hij werd daarin geassisteerd door William Warham.

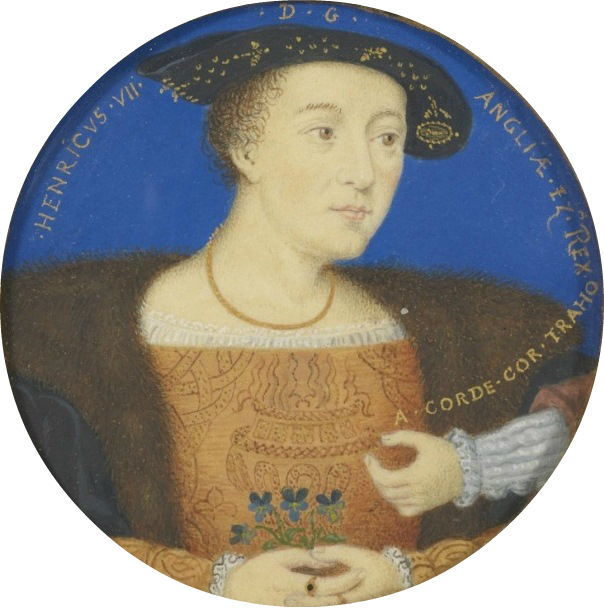
Arthur, geportretteerd door George Perfect Harding (1815)

Na hun huwelijk ging het pasgetrouwde echtpaar in Ludlow Castle wonen. In maart 1502 werden zowel Arthur als Catharina ziek. Catharine herstelde, Arthur overleed op 2 april 1502 toen hij nog maar vijftien jaar oud was. Op 25 april werd zijn lichaam van Ludlow overgebracht naar de Kathedraal van Worcester waar hij begraven werd.

## Nalatenschap
Al kort na de dood van Arthur Tudor kwam men met het idee om Catharina van Aragon uit te huwelijken aan Arthurs jongere broer Hendrik. Er werd pauselijke goedkeuring voor dit huwelijk gegeven waardoor de trouwerij kon plaatsvinden. 
- Gemeinsame Normdatei: 119048914
- International Standard Name Identifier: 0000 0000 9385 3424
- Library of Congress Control Number: n91059567
- Nationale Bibliotheek van Israël: 987007526430205171
- Nederlandse Thesaurus van Auteursnamen: 329228803
- Système universitaire de documentation: 144585901
- Virtual International Authority File: 137959871
- WorldCat: E39PBJrCdqf6kTkTCBhgj38Qv3